# Despréz (cràter)
Despréz és un cràter d'impacte en el planeta Mercuri de 47,05 km de diàmetre. Porta el nom del compositor francès Josquin Des Prés (c. 1440-1521), i el seu nom va ser aprovat per la Unió Astronòmica Internacional el 1979.